# NGC 1873
NGC 1873 је расејано звездано јато у сазвежђу Златна риба које се налази на NGC листи објеката дубоког неба.
Деклинација објекта је - 67° 20' 4" а ректасцензија 5h 13m 55,7s. Привидна величина (магнитуда) објекта NGC 1873 износи 10,4. NGC 1873 је још познат и под ознакама ESO 85-SC54.